# Tersicoccus phoenicis
Genre
Espèce
Tersicoccus phoenicis est une espèce de bactéries à Gram positif et taux de GC élevé de l'ordre des Actinomycetales. Elle a été découverte en 2007 au Centre spatial Kennedy, en Floride, dans la salle blanche d'assemblage de la sonde spatiale Phoenix, qui s'est posée le 25 mai 2008 par 68,22° N et 234,25° E à la surface de la planète Mars. Elle a par la suite été isolée en 2012 dans une autre salle blanche distante de plus de 4 000 km, celle du télescope spatial Herschel au Centre spatial guyanais situé à Kourou, en Guyane. Cette espèce bactérienne pourrait être présente dans des environnements autres que les salles blanches mais serait passée inaperçue en raison de la difficulté à l'isoler au sein du grand nombre d'espèces microbiennes présentes dans le milieu naturel.
Il s'agit d'organismes aérobies grossièrement sphériques d'environ 1 μm de diamètre, non sporulés, non motiles, résistants aux agents chimiques utilisés pour nettoyer les salles blanches et capables de survivre dans des environnements particulièrement pauvres en nutriments. La séquence de l'ARNr 16S des deux souches bactériennes est quasiment identique (100 %) et correspond à au plus 96,7 % de celle de l'ARNr 16S du genre Arthrobacter, qui lui est le plus proche. Le genre Tersicoccus a été défini par rapport au genre Arthrobacter sur la base du peptidoglycane spécifique de la paroi cellulaire de cette nouvelle bactérie ainsi que de la présence de lipides polaires particuliers — notamment la présence de phosphatidylglycérol, diphosphatidylglycérol, phosphatidylinositol ainsi qu'un phospholipide et deux glycolipides inconnus. De plus, elles conservent leur morphologie en coque (sphérique) tout au long de leur cycle de vie, contrairement au genre Arthrobacter au sein duquel on observe pratiquement toujours l'alternance bâtonnet-coque.
L'étude de ces organismes pourrait déboucher sur l'amélioration des méthodes de stérilisation des salles blanches,, afin notamment d'éliminer tout risque de contamination des objets extraterrestres visités par les sondes spatiales avec des organismes vivants transportés depuis la Terre.